# Goodradigbee River
Goodradigbee River är ett vattendrag i Australien. Det ligger i delstaten New South Wales, i den sydöstra delen av landet, omkring 270 kilometer sydväst om delstatshuvudstaden Sydney. Arean är 110 100 kvadratkilometer.
I omgivningarna runt Goodradigbee River växer huvudsakligen savannskog. Runt Goodradigbee River är det mycket glesbefolkat, med 3 invånare per kvadratkilometer. Genomsnittlig årsnederbörd är 1 197 millimeter. Den regnigaste månaden är februari, med i genomsnitt 188 mm nederbörd, och den torraste är oktober, med 72 mm nederbörd.